# Lega Nazionale A 2006-2007 (calcio femminile)
La Lega Nazionale A 2006-2007, campionato svizzero femminile di prima serie, si concluse con la vittoria dello Zuchwil 05.

## Classifica
|  | Pos. | Squadra          | Pt | G  | V  | N | P | GF | GS | DR  |
|  | ---- | ---------------- | -- | -- | -- | - | - | -- | -- | --- |
|  | 1.   | Zuchwil 05       | 39 | 14 | 13 | 0 | 1 | 41 | 17 | -24 |
|  | 2.   | Zurigo Seebach   | 24 | 14 | 7  | 3 | 4 | 27 | 19 | +8  |
|  | 3.   | LUwin.ch         | 23 | 14 | 7  | 2 | 5 | 35 | 27 | +8  |
|  | 4.   | Berna            | 20 | 14 | 5  | 5 | 4 | 27 | 26 | +1  |
|  | 5.   | Yverdon          | 17 | 14 | 4  | 4 | 6 | 33 | 32 | +1  |
|  | 6.   | Schwerzenbach    | 14 | 14 | 3  | 5 | 6 | 25 | 28 | -3  |
|  | 7.   | Rot-Schwarz Thun | 12 | 14 | 3  | 3 | 8 | 26 | 42 | -16 |
|  | 8.   | Rapid Lugano     | 7  | 14 | 1  | 4 | 9 | 20 | 43 | -23 |

Legenda:

      Campione di Svizzera e ammesso alla UEFA Women's Cup.
      Relegata in Lega Nazionale B.
Note:

Tre punti a vittoria, uno a pareggio, zero a sconfitta.

## Statistiche

### Classifica marcatrici
| Gol |  |  | Giocatore              | Squadra          |
| --- |  |  | ---------------------- | ---------------- |
| 18  |  |  | Kristina Šundov        | Zuchwil 05       |
| 12  |  |  | Maeva Sarrasin         | Yverdon          |
| 11  |  |  | Ana-Maria Crnogorčević | Rot-Schwarz Thun |
| 9   |  |  | Larissa Ziegler        | Zuchwil 05       |
| 7   |  |  | Ramona Bachmann        | LUwin.ch         |
| 7   |  |  | Veronica Maglia        | Seebach Berna    |
| 7   |  |  | Audrey Riat            | Yverdon          |
| 6   |  |  | Désirée Grundbacher    | Schwerzenbach    |
| 6   |  |  | Lisi Meyer             | LUwin.ch         |